# Las Culpass
Las Culpass és un projecte de moda i complements que es basa en la producció ètica, el suprarreciclatge, la sostenibilitat, el feminisme i el compromís social. Va ser fundat a Múrcia el 2010 per les dissenyadores Martaé Martínez i Alexandra Cánovas, i va ser guardonat amb el tercer premi al XXIV Concurs de Projectes Empresarials de l'Ajuntament de Múrcia el 2016.
Segueixen la filosofia DIY i inclouen el suprarreciclatge en les seves creacions, la majoria de les quals són unisex i tenen influències punk. Les edicions de les seves col·leccions són limitades, ja que gran part dels materials són de mercats de segona mà, amb l'objectiu de promoure el disseny sostenible. El projecte fa una crida a la consciència dels consumidors i defensa que no ofereixen un producte sinó una forma de pensar.
Han desenvolupat projectes com Monstruantes, una col·lecció inspirada en la menstruació que denuncia l'obsessiu culte al cos, i GRRRL, un joc amb les paraules clau de la sostenibilitat: Reduir, Reutilitzar, Reciclar, on totes les peces confeccionades es basen en la reutilització i el reciclatge de materials. A més, van crear Bloc Emergent, una plataforma de moda amb quatre signatures emergents de la Regió de Múrcia, i han participat en diversos esdeveniments destinats a joves dissenyadors de la regió.
Les Culpass es basen en formes minimalistes i harmonioses per a les seves reivindicacions feministes i visibilitzen ideals i lluites a través de totes les seves creacions. El seu treball va començar reciclant sostenidors i convertint-los en bosses, creant la bossa riot. A més de participar en esdeveniments de moda, també van organitzar l'exposició One land al costat de l'alumnat de l'Escola Superior de Disseny de Múrcia, i van celebrar el cinquè aniversari de Bloc Emergent amb una desfilada de moda al Centre Párraga.

## Premis
- Tercer premi de la XXIV edició del concurs de projectes empresarials.[19]